# Menkarê
Menkarê est un roi égyptien, ayant régné au début du XXIIe siècle avant notre ère, de l'extrême fin de l'Ancien Empire dans la transition vers la Première Période intermédiaire, et classé comme soit un roi de la VIIe dynastie, soit un roi de la VIe dynastie. En tant que tel, le siège du pouvoir de Menkarê était Memphis et il ne détenait peut-être pas le pouvoir sur toute l'Égypte.

## Attestations

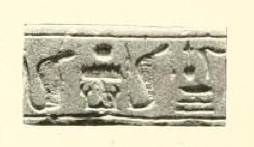
Cartouche de Menkarê

### Attestations contemporaines
Le tombeau de la reine Neith à Saqqarah-Sud abrite un relief représentant la reine devant un cartouche royal endommagé. L'égyptologue Percy Newberry propose que le cartouche se lise Menkarê, qui serait ainsi la seule attestation contemporaine pour ce roi ayant survécu à ce jour. Cette opinion est partagée par Gae Callender, qui réexamina les plaques de Jéquier sur l'inscription.

### Nouvel Empire
Menkarê est présent dans la liste d'Abydos datant de la XIXe dynastie, à la 41e position. Une autre liste royale rédigée à la même époque, le Canon royal de Turin, a peut-être aussi listé Menkarê. Malheureusement, une grande lacune affecte le papyrus du canon où le nom de Menkarê aurait été inscrit.

### Basse époque
Une autre attestation possible, mais non contemporaine, de Menkarê est un sceau cylindrique en stéatite émaillée, aujourd'hui au British Museum sous le numéro de catalogue 30557 et portant l'inscription Le Bon Dieu, Souverain des Deux Terres, Menkarê,. Le sceau date de la XXVIe dynastie, quelque 1 700 ans après la naissance de Menkarê. L'identification du sceau à Menkarê est peu probable : étant donné que Menkarê est un roi plutôt obscur, certains chercheurs ont plutôt suggéré que le sceau porte une erreur et fait référence au pharaon plus connu Menkaourê, constructeur de la troisième pyramide de Gizeh.